# Christian Gaty
Christian Gaty, pseudonimo di Christian Gatignol (Bourg-en-Bresse, 9 febbraio 1925 – Parigi, 29 luglio 2019), è stato un fumettista e illustratore francese.
Fumettista realista, a suo agio sia nei fumetti storici che in quelli più contemporanei, rimane poco conosciuto nonostante una lunga carriera che lo ha portato a creare Le Grêlé 7/13 e a far rinascere il fumetto Barbe-Rouge.

## Biografia
Ha studiato presso la École nationale supérieure des beaux-arts. Nel 1947 inizia a usare lo pseudonimo Gaty per firmare la sua prima serie, Jack Tremble, su Vaillant.
Allievo di Raymond Poïvet, Gaty fondò con lui e Paul Derambure, Robert Gigi e Francis Josse un laboratorio al numero 10 di rue des Pyramides a Parigi, dove negli anni si formarono molti altri nuovi autori di fumetti.
Dal 1949 ha adattato il romanzo in tavole L'Atlantide di Pierre Benoit per France-Soir, Le Forgeron de la Cour Dieu di Pierre Alexis de Ponson du Terra per Libération e L'Étoile du Soir per La Dépêche du Midi.
Dal 1954 al 1959 realizzò molti altri adattamenti di romanzi per la collezione "Mondial Aventures" della Société parisienne d'édition. Negli anni Cinquanta collaborò regolarmente con i settimanali Coq hardi e Frimousse.
Nel 1959 inizio una lunga collaborazione con Lucien Nortier che li porterà a lavorare per i periodici Mireille, Le Journal de Mickey e Vaillant.
Negli anni Ottanta realizza diversi lavori su commissione, prima di succedere ai belgi Jijé e Victor Hubinon nella serie di avventure marittime Barbarossa, per la quale disegno nove albi su testi di Jean-Michel Charlier e poi di Jean Ollivier fino al 1997.

## Opere

### Vaillant, poi Pif Gadget
- Jack Tremble
- Fanfan la Tulipe[7], in collaborazione con Jean Sanitas
- Robin des Bois (Hood), in collaborazione con Jean Ollivier
- Le Grêlé 7/13 in collaborazione con Roger Lécureux, (5 episodi)
- Cogan in collaborazione con Jean Ollivier
- Barbe-Rouge in collaborazione con J.-M. Charlier, Jean Ollivier, dal 1982 al1997

### Journal de Mickey
- Thierry La Fronde in collaborazione con Lucien Nortier
- Les Espadons in collaborazione con René Deynis e Denis Sérafini

### Viva l'Aventure
- Le Grêlé 7/13 in collaborazione con Roger Lécureux e Lucien Nortier

### Frimousse
- La chasseresse du roi in collaborazione con Jacques Francois, 1 episodio
- Croisière sans escale in collaborazione con Marijac, 2 episodi
- Juliette détective, in collaborazione con Marijac, 10 episodi

### Anouk
- Croisière sans escale in collaborazione con Marijac, 2 episodi
- Croisière surprise in collaborazione con Marijac, 3 episodi

### Larousse
- Histoire du Far-West

### Messidor/La Farandola
- Rossignol, un citoyen de la révolution, in collaborazione con Jean Ollivier.[8]

## Libri
- Fantan la Tulipe - 1° La nuit des castors[9]
- Fantan la Tulipe - 2° Fa ntan la Tulipe[10]
- Robin des Bois-T1 - Arc au poing, mes outlaws![11]
- Robin des Bois-T1 - T2 - Les exploits de Robin (Sus aux shérifs)[12]
- Barbe-Rouge: La guerre des pirates[13]
- Barbe-Rouge: L'or et la gloire[14]